# Rejon bolszeułujski
Rejon bolszeułujski (ros. Большеулу́йский райо́н, Bolszeułujskij rajon) – rejon administracyjny i komunalny Kraju Krasnojarskiego w Rosji. Centrum administracyjnym rejonu jest wieś Bolszoj Ułuj, którego ludność stanowi 38,2% populacji rejonu. Został on utworzony 4 kwietnia 1924 roku.

## Położenie
Rejon ma powierzchnię 2 708 km² i znajduje się w południowo-zachodniej części Kraju Krasnojarskiego, granicząc na północy z rejonem biriluskim, na wschodzie z rejonem kozulskim, na południu z rejonem aczyńskim, na południowym zachodzie z rejonem bogotolskim a na zachodzie z rejonem tiuchtieckim.

## Ludność
W 1989 roku rejon ten liczył  mieszkańców 10 758, w 2002 roku 8 948, w 2010 roku 7 660, a w 2011 zaludnienie wyniosło 7 643 osób.

## Podział administracyjny
Administracyjnie rejon dzieli się na 9 sielsowietów.